# Spartacus (phim)
Spartacus là một bộ phim sử thi chính kịch lịch sử 1960 của Mỹ do Stanley Kubrick đạo diễn. Kịch bản phim chắp bút bởi Dalton Trumbo dựa trên cuốn tiểu thuyết cùng tên của Howard Fast. Phim lấy cảm hứng từ cuộc đời thực của nhà lãnh đạo cuộc nổi dậy của nô lệ Spartacus trong thời cổ đại, và những sự kiện trong cuộc chiến tranh nô lệ lần ba.
Phim có sự tham gia của Kirk Douglas vai Spartacus, Laurence Olivier vai vị tướng và nhà chính trị gia Marcus Licinius Crassus, Peter Ustinov, người giành nam diễn viên phụ xuất sắc nhất, vai kẻ buôn nô lệ Lentulus Batiatus, John Gavin vai Julius Caesar, Jean Simmons vai Varinia, Charles Laughton vai Sempronius Gracchus và Tony Curtis vai Antoninus.